# فین آرگوس
استفان فین آرگوس (انگلیسی: Steffan Fin Argus) یک هنرپیشه، نوازنده و مدل آمریکایی است.
آرگوس با بازی در فیلم «ابرها» شناخته می شود. 

## گزیدهٔ آثار
- رفت و آمد (۲۰۱۶−۲۰۱۷)
- تیزهوشان (۲۰۱۷)
- کسوف کامل (۲۰۱۸−۲۰۱۹)
- تابستان ۰۳ (۲۰۱۸)
- مأموران شیلد (۲۰۲۰)
- ابرها (۲۰۲۰)
- بیدار بمان (۲۰۲۲)
- عجیب و غریب به عنوان مردمی (۲۰۲۲)
- دو نفر دیگر (۲۰۲۳)